# Google Grupper
Google Grupper är en gratis grupptjänst från Google. Tjänsten kan bland annat användas för att söka igenom hela Usenet-arkivet (nyhetsgrupper, newsgroups). Man kan, genom att skaffa ett Google-konto, själv skriva inlägg i arkivet utan att behöva använda ett särskilt Usenet-program typ Outlook Express.
Google Grupper är, liksom även huvudsökmotorn, finansierad genom reklam. Tekniken bygger på XML.

## Historia
I februari 2001 köpte Google Deja.com som tillhandahöll en sökmotor som gav tillgång till nyhetsartiklarna på Usenet. Mot slutet av 2001 sträckte sig Usenetåtkomsten ända tillbaka till den 11 maj 1981, alltså långt före tillkomsten av webben och Internets genombrott som nyhetsmedium.
Google uppdaterade Google Grupper 2006 med flera nya funktioner.

## Funktioner
Inlägg går att ta bort (om man själv skrivit dem). Man kan också se postarens IP-nummer och e-postadress. Det går även att skapa egna grupper. Det går även att prenumerera på grupperna.